# Oleg
Oleg (en russe Олег, en ukrainien Олег [Oleh], en biélorusse Алег [Aleh]) est un prénom slave d’origine scandinave, importé en Rus' de Kiev autour du Xe siècle par les Varègues, et dérivé de l'anthroponyme norrois Helgi . Ce prénom se rencontre surtout chez les Slaves orientaux.

## Sens et origine du mot
Ce prénom d'origine germanique est dérivé du mot germain "heil", qui signifie ''bonheur'' et "chance".

## Nom de personne ou prénom

### Souverains
- Oleg le Sage
- Oleg, fils de Sviatoslav Ier et frère de Vladimir Ier

### Prénom
- Pour l'ensemble des articles sur les personnes portant ce prénom, consulter :
  - la liste des articles dont le titre commence par ce prénom
  - les listes produites par Wikidata : Liste des personnes de prénom « Oleg » — même liste en incluant les éventuels prénoms composés qui contiennent « Oleg ».

### Nom de famille
- Raphaël Oleg (né en 1959), violoniste et altiste français.

## Navires
- Oleg, croiseur de la Marine impériale russe.